# 雇脚
雇脚（越南语：／）指19世纪末至20世纪初法国殖民越南时期前往新喀里多尼亞及新赫布里底群島（今瓦努阿图）工作的越南契约劳工。其越南语原文“chân đăng”中的“chân”意为“脚”，“đăng”意为“登记”、“应募”、“报名参加”。这一名称与“黑脚”——生活在法属阿尔及利亚的法国或欧洲公民类似。
首批越南人于1891年抵达新喀里多尼亚，他们大多是来自昆仑岛监狱的囚犯。自1895年起，招募工作开始直接在海防港进行，来自越南北部的自由工人被运送到太平洋岛屿，他们多数在铬矿和镍矿工作。这些劳工的聘用期为五年，可续签一次，期满后将被遣返。雇脚出海一直持续到20世纪30年代。
二战爆发后，雇脚的遣返工作暂停，直到20世纪40年代末才陆续恢复，其余未被遣返的雇脚须等到東洋戰爭结束才有可能返回自己的家乡。与此同时，他们在新喀里多尼亚的处境正在发生变化。因不满工作条件及法国当局停止遣返工作，自1945年起，雇脚们进行了激烈的社会斗争，在此期间他们表现出对越盟的效忠，也进行了反对法国军队的反殖民斗争。1946年《原住民法典》废除后，雇脚们的社会流动性得到改善，能够从事更好的职业。在是否支持越盟这一点上，越南人社群内部产生了分歧，其中以天主教徒为主的一部分人采取了反共立场。越南人在奠边府取得大捷后，许多法国民众开始敌视越侨。
1960年—1964年，大多数越南人选择回乡，而留下来的人则逐渐融入了当地社会，与当地人组建家庭。他们的后代至今仍或多或少保留着越南文化，尽管绝大多数人已不再讲越南语。